# Стадион Кемпинг ворлд
Стадион Кемпинг ворлд (енгл. Camping World Stadium) је вишенаменски (фудбал, атлетика) стадион који се налази у Орланду, САД. Користи се и за амерички фудбал и за фудбал. То је био домаћи стадион Орландо Сити ФК-а, између осталих, фудбалског тима који учествово у МЛСу.
Реслманија XXIV се одржала на овом стадиону. Било је и фудбалских утакмица током Светског првенства 1994. (укључујући са Белгију и Холандију) и Летњих олимпијских игара 1996. Постоје и редовни догађаји као што је Монстер Јам. 

#### Светско првенство у фудбалу 1994.
| Датум         | Време (UTC-5) | Реп. #1   | Рез. | Реп #2          | Коло          | Посета |
| ------------- | ------------- | --------- | ---- | --------------- | ------------- | ------ |
| 19. јун 1994. | 12:30         | Белгија   | 1:0  | Мароко          | СП група Ф    | 61.219 |
| 24. јун 1994. | 12:30         | Мексико   | 2:1  | Република Ирска | СП Група Е    | 60.790 |
| 25. јун 1994. | 12:30         | Белгија   | 1:0  | Холандија       | СП група Ф    | 62.387 |
| 29. јун 1994. | 12:30         | Мароко    | 1:2  | Холандија       | СП група Ф    | 60.578 |
| 4. јул 1994.  | 12:00         | Холандија | 2:0  | Република Ирска | Осмина финала | 61.355 |

#### Пријатељске фудбалске утакмице
| № | Датум             | Репрезентације             | Резултат | Пријатељска | Гледалаца |
| - | ----------------- | -------------------------- | -------- | ----------- | --------- |
| 1 | 13. фебруар 1993. | Сједињене Државе – Русија  | 0:1      | Пријатељска | 13.651    |
| 7 | 24. јануар 1998.  | Сједињене Државе – Шведска | 1:0      | Пријатељска | н.п.      |
| 8 | 27. јун 2015.     | Мексико – Костарика        | 2:2      | Пријатељска | 53.629    |

### Копа Америка Сентенарио
| № | Датум        | Репрезентације       | Резултат | Копа Америка | Гледалаца |
| - | ------------ | -------------------- | -------- | ------------ | --------- |
| 1 | 4. јун 2016. | Костарика – Парагвај | 0:0      | Групна фаза  | 14.334    |
| 2 | 6. јун 2016. | Панама – Боливија    | 2:1      | Групна фаза  | 13.466    |
| 3 | 8. јун 2016. | Бразил – Хаити       | 7:1      | Групна фаза  | 28.463    |

### Летње олимпијске игре 1996.
| № | Датум         | Репрезентације              | Резултат | Копа Америка | Гледалаца |
| - | ------------- | --------------------------- | -------- | ------------ | --------- |
| 1 | 20. јул 1996. | Шпанија – Саудијска Арабија | 1:0      | Групна фаза  | 28.774    |
| 2 | 22. јул 1996. | Француска – Шпанија         | 1:1      | Групна фаза  | 16.773    |
| 3 | 24. јул 1996. | Шпанија – Аустралија        | 3:2      | Групна фаза  | 12.050    |
| 4 | 21. јул 1996. | Нигерија – Мађарска         | 1:0      | Групна фаза  | 25.303    |
| 5 | 23. јул 1996. | Нигерија – Јапан            | 2:0      | Групна фаза  | 22.734    |
| 6 | 25. јул 1996. | Јапан – Мађарска            | 3:2      | Групна фаза  | 20.834    |